# Cleopatra (Waterhouse)
"Cleópatra", isto é, Rainha Cleópatra VII do Egito, encomendada para uma exposição idealizada pelo semanário The Graphic pensando nas vinte e uma pinturas das heroínas de Shakespeare, foi realizada por John William Waterhouse em 1888.
Para a época, ela era diferente das maioria das  obras vitorianas, pois ao invés de demonstrar uma mulher modesta e recatada, mostrava realmente uma "fêmea fatal" repousanda numa cadeira com proteção de pele de leopardo, desafiando o observador da obra com um olhar , que é ao mesmo tempo, de modo sedutor e venenoso. Durante a exposição inicial vinha com uma citação retirada de uma obra de Shakespeare: "Cadê minha serpente Do velho Nilo?” É assim que ele me chama" 
Em 1889, as pinturas originais foram leiloadas na casa de leilão Christie's e a Cleópatra foi vendida a um comerciante de Londres por noventa guinéis.  Em seguida, ela foi perdida (Trippi indicou que era "não rastreável"), apenas para ser descoberto em uma cabana nas Montanhas Rochosas do Colorado.  Mais de um século depois, em junho de 2003, foi leiloada, novamente, pela Christie's por um valor estimado de £ 300.000 a £ 500.000, mas não atingiu a reserva. 